# Enzo Escobar
Enzo Escobar (10 de novembro de 1951) é um ex-futebolista chileno. Ele competiu na Copa do Mundo FIFA de 1982, sediada na Espanha.